# 福岡市立東箱崎小学校
福岡市立東箱崎小学校（ふくおかしりつ ひがしはこざきしょうがっこう,Fukuoka City East Hakozaki Elementary Shcool）は、福岡県福岡市東区箱崎五丁目に所在する公立小学校。

## 沿革
- 1987年（昭和62年） - 箱崎小学校より分離して開校[1]

## クラブ活動

### 運動部
- アウトドアスポーツクラブ
- インドアスポーツクラブ

### 文化部
- 理科クラブ
- 伝承遊びクラブ
- イラストクラブ
- パソコンクラブ

## 委員会
- 飼育栽培委員会
- 児童委員会
- 給食委員会
- 放送委員会
- 環境・広報委員会
- 運動委員会
- 図書委員会

## 通学区域
- 箱崎五丁目
  - 6～11番
- 箱崎六丁目
  - 9番
  - 10番
  - 19番
- 箱崎七丁目 全域
- 貝塚団地 全域
- 箱崎ふ頭三丁目 全域

## 進学先中学校
- 福岡市立箱崎中学校

## 学校周辺
- 国道3号線
- 九州大学箱崎キャンパス
- JR貨物 福岡貨物ターミナル駅
- 福岡県警　東警察署
- 貝塚公園

## アクセス
- 国道3号線沿いに立地する。

最寄駅
- 福岡市地下鉄箱崎線 貝塚駅より約950m、徒歩12分。

なお、貨物専用のJR貨物福岡貨物ターミナル駅が道路を挟んで西側に隣接している。
最寄バス停
- 西鉄バス東箱崎小学校バス停より約300m、徒歩4分。